# Bill Bryson
William McGuire "Bill" Bryson, MBE (født 8. december 1951 i Des Moines, Iowa), er en succesrig amerikansk forfatter af humoristiske bøger om rejser, det engelske sprog og videnskabelige emner. Han har boet i North Yorkshire, England, i det meste af sit voksne liv, før han flyttede sydpå til Norfolk i 2003. Bryson arbejder p.t. (2010) som ekstern studielektor ved University of Durham i Nordengland.

### Rejse
- The Palace Under the Alps and Over 200 Other Unusual, Unspoiled, and Infrequently Visited Spots in 16 European Countries (1985)
- The Lost Continent: Travels in Small-Town America (1989)
- Neither Here Nor There: Travels in Europe (1991)
- Notes from a Small Island (1995)
- A Walk in the Woods: Rediscovering America on the Appalachian Trail (1998)
- Notes from a Big Country (UK) / I'm a Stranger Here Myself: Notes on Returning to America After Twenty Years Away (1998)
- Down Under (UK) / In a Sunburned Country (2000) (rejser i Australien)
- Bill Bryson's African Diary (2002) (rejser i Afrika for CARE International, til hvem alle royalties og profit blev doneret)

### Sprog
- Bryson's Dictionary of Troublesome Words|The Penguin Dictionary of Troublesome Words (1984)
- The Mother Tongue (book)|The Mother Tongue: English and How it Got That Way (1990)
- Made in America (book)|Made in America: An Informal History of the English Language in the United States (1994)
- Bryson's Dictionary of Troublesome Words (2002)

### Videnskab
- En kort historie om næsten alt (2003)
- Kroppen: En guide til indehavere (2019)

### Memoir
- The Life and Times of the Thunderbolt Kid (2006)

### Biografi
- Shakespeare: The World as Stage (2007)